# Max von Laue
Max von Laue (født 9. oktober 1879 i Pfaffendorf, død 24. april 1960 i Vestberlin) var en tysk fysiker
Han blev tildelt Nobelprisen i fysik i 1914 for sin "opdagelse af diffraktion af røntgenstråler i krystaller.